# 谺健二
谺 健二（こだま けんじ、1960年4月19日 -）は、日本の推理作家、アニメーター。

## 来歴・人物
兵庫県神戸市出身。兵庫県立星陵高等学校、大阪デザイナー学院卒。元京都アニメーション所属で、現在はアニメアールに所属している。本名は児玉健二。ペンネームの「谺健二」は島田荘司による命名。
1997年、阪神・淡路大震災をモチーフにした『未明の悪夢』で第8回鮎川哲也賞を受賞。この年は、最終候補作の中から他に柄刀一、城平京、氷川透の三人の作品が後に出版されるという、同賞史上稀に見る激戦の年であった。
本職のアニメーターとしては、本名の「児玉 健二」名義で数多くのアニメ作品の制作に参加している。

## 著作

### 雪御所圭子・有希真一シリーズ
- 未明の悪夢（1997年 東京創元社、2003年 光文社文庫）
- 恋霊館事件（2001年 光文社カッパ・ノベルス、2004年 光文社文庫）
- 赫い月照（2003年 講談社、2005年 光文社文庫）

### 有希真一シリーズ
- 肺魚楼の夜（2008年 光文社）

### その他長編
- 殉霊（2000年 講談社）
- 星の牢獄（2004年 原書房）
- ケムール・ミステリー（2016年 原書房）

### その他アンソロジー等
- 新世紀「謎」倶楽部『新世紀「謎」倶楽部』（1998年 角川書店、2001年 角川文庫）
- 新世紀「謎」倶楽部『堕天使殺人事件』（1999年 角川書店、2002年 角川文庫）
- 新世紀「謎」倶楽部『新世紀犯罪博覧会』（2001年 光文社カッパ・ノベルス）
- 二階堂黎人編『密室殺人大百科<上>』（2000年 原書房、2003年 講談社文庫）

## アニメ作品

### テレビアニメ
- それいけ!アンパンマン（1988年 - 、原画）
- 美味しんぼ（1988年 - 1992年、原画）
- 江戸っ子ボーイ がってん太助（1990年 - 1991年、原画）
- チエちゃん奮戦記 じゃりン子チエ（1991年 - 1992年、原画）
- 家なき子レミ （1996年 - 1997年、原画）
- 名探偵コナン（1996年 - 、原画）
- ポケットモンスター（1997年 - 2002年、原画）
- 熱沙の覇王ガンダーラ（1998年、原画）
- おじゃる丸（1998年 - 、作画監督）
- ビーストウォーズII 超生命体トランスフォーマー（1998年 - 1999年、キャラクターデザイン）
- とっとこハム太郎（2000年 - 2006年、原画）
- Cosmic Baton Girl コメットさん☆（2001年 - 2002年、原画）
- 機動天使エンジェリックレイヤー（2001年、原画）
- サイボーグ009 THE CYBORG SOLDIER（2001年-2003年、原画）
- ロックマンエグゼ（2002年 - 2006年、原画）
- ヤマトナデシコ七変化♥（2006年 - 2007年、原画）
- レ・ミゼラブル 少女コゼット（2007年、原画）
- コードギアス 反逆のルルーシュR2（2008年、原画）
- ソウルイーター（2008年、原画）
- マジきゅんっ!ルネッサンス（2016年、原画）
- 魔法陣グルグル（2017年、原画）
- ゾンビランドサガ（2018年、作画監督）
- 放課後さいころ倶楽部（2019年、作画監督）
- モンスター娘のお医者さん（2020年、作画監督）

### 劇場アニメ
- クレヨンしんちゃん アクション仮面VSハイグレ魔王（1993年、動画）
- 名探偵コナン 時計じかけの摩天楼（1997年、原画）
- 名探偵コナン 迷宮の十字路（2003年、原画）
- 名探偵コナン 銀翼の奇術師（2004年、原画）
- 名探偵コナン 水平線上の陰謀（2005年、原画）
- 名探偵コナン 探偵たちの鎮魂歌（2006年、原画）
- それいけ!アンパンマン かがやけ!クルンといのちの星（2018年、原画）
- それいけ!アンパンマン きらめけ!アイスの国のバニラ姫（2019年、原画）